# Huis van Zessen (Alkmaar)
Het oudste nu nog bestaande hofjesgebouw in Alkmaar is het Huis van Zessen (Schoutenstraat 2). De geschiedenis ervan gaat terug tot 1511. In dat jaar overleed Dirk Symonsz. van Boschhuysen, die in zijn testament bepaalde dat er uit zijn erfenis een provenhuis gesticht moest worden, bestemd voor bewoning door een zestal arme oude mannen. Dirk Symonsz. stamde uit een belangrijke Alkmaarse familie. Zijn vader was de machtige Claes Corf, jarenlang burgemeester van Alkmaar en bewoner van het Hooge Huys.
In het najaar van 1513 betrokken de eerste mannen het provenhuis, dat gevestigd werd in een pand aan de westzijde van de Schoutenstraat. Het ‘Huis van Zessen’ zoals het vanaf de 16de eeuw gewoonlijk werd genoemd, zag er allerminst uit als een hofje. Het was een langgerekt hoog gebouw, met een tuin erachter. Volgens een beschrijving uit 1711 waren in het huis, dat twee verdiepingen telde, 8 kamertjes afgetimmerd, elk met een eigen bedstede. Links van de ingang was een ruim vertrek, dat dienstdeed als woning voor een ‘binnenmoeder’ en dagverblijf voor de bewoners.
De bewoners moesten zich houden aan een reglement dat in 1511 werd vastgesteld. Het is het oudste bewaard gebleven reglement van een Alkmaars hofje en geeft ons een unieke inkijk in de gang van zaken in het huis in de 16de eeuw. Het reglement schreef onder meer voor dat mannen dagelijks in de Grote Kerk de hoogmis en de vespers moesten bijwonen. Tijdens het kerkbezoek moest er gebeden worden voor de zielen van de stichter en diens familie. De mannen zaten overdag in de woonkeuken, waar ze verzorgd werden door de (binnen)moeder. Na de reformatie verviel het verplichte dagelijkse kerkbezoek. Wel bleef de instelling katholiek.
De eerste bewoners zullen afkomstig zijn geweest uit de familie van de stichter en diens personeel. Dit was in de meeste hofjes gebruikelijk. Pas als er niemand in de eigen kring gevonden kon worden, kwamen vreemden aan de beurt. De bewoners van het Huis van Zessen behoorden niet tot de alleramsten: eind 19de eeuw moesten ze maandelijks 10 gulden kostgeld betalen.
In afwijking van veel andere Alkmaarse hofjes, beschikte het Huis van Zessen niet over een college van regenten. Het opperbestuur over het provenhuis berustte bij een erfgenaam van de stichter, die ‘patroon’ werd genoemd. Namens hem was een rentmeester verantwoordelijk voor het financieel beheer. De binnenmoeder droeg zorg voor de dagelijkse gang van zaken in het huis.
In de loop der eeuwen raakte het patronaat over het provenhuis in buitenlandse handen. In 1911 droegen de laatste bezitters, de hertogen van Savoye-Aosta, het provenhuis over aan de Haarlemse bisschop.
Sinds 1901 werd het provenhuis bestuurd door een drietal ‘directeuren’ uit naam van de patroon.
Het provenhuis bleef als zodanig bestaan tot in de jaren zeventig. Toen steeds duidelijker bleek dat het huis niet geschikt was voor moderne bejaardenzorg, werden geen nieuwe bewoners meer opgenomen. Sinds 1975 werd het pand bewoond door een drietal paters dominicanen. In 1997 vertrokken deze uit Alkmaar en werd het pand verkocht aan de gemeente Alkmaar. Sindsdien is het in gebruik als vergaderruimte voor de raadsfracties. In 1980 werden de bezittingen van het voormalige provenhuis ondergebracht in de stichting Het Huis van Zessen, die nog steeds bestaat en actief is in de zorg, conform de oorspronkelijke doelstelling zoals vastgelegd in het testament van Dirk Symonsz.

## Bouwstijl
Slechts de voorgevel en de zijgevels van het Huis van Zessen zijn (in kern) nog laatmiddeleeuws. Voor het overige wordt het uiterlijk sterk bepaald door verbouwingen in de 19de en 20ste eeuw. Zo kreeg de voorgevel in het begin van de 19de eeuw de empire-ramen en een wit geschilderde pleisterlaag met diepe schijnvoegen. Binnen zijn enkele monumentale ruimtes in neorenaissancistische stijl verbouwd: de grote zaal (1910) en de regentenkamer (1922).